# Mikroprogram
Mikroprogram eller mikrokod implementerar CPU-instruktioner (maskininstruktioner).
En processor kan tillverkas så att varje bit i en instruktion direkt styr en funktion i processorn. Vissa bitar anger vilka register som skall användas, vissa bitar hur minnet skall adresseras, vissa vilken operation det är frågan om, o.s.v. Eftersom alla kombinationer inte är meningsfulla kan man spara arbets- och cacheminne genom att en instruktion istället fungerar som en nyckel till ett minimalt program i sådan form, lagrat i processorhårdvaran. Maskinkodsinstruktionen behöver då inte ha en bit för varje av processorns funktioner och maskinkodsinstruktionen kan driva processorn i flera klockcykler. De minimala inbyggda programmen kallas mikroprogram eller mikrokod.
I en del processorer kan mikrokoden ändras och den förprogrammerade mikrokoden uppdateras eller instruktionsuppsättningen helt bytas ut.

## Mikroinstruktion
Mikroprogrammen är uppbyggda av mikroinstruktioner. En mikroinstruktion exekverar vanligtvis under en enda klockcykel varvid den skickar ut styrsignaler. Exempelvis kan den lägga ut ett registervärde motsvarande adderarens utsignaler på den interna databussen. Nästa mikroinstruktion kanske tar hand om denna signal och laddar in den i ackumulatorn. Även om man försöker konstruera en enkel CPU gör alla dessa styrsignaler att orddatabredden hos instruktionsregistret lätt blir brett.